# Đào Mỹ
Đào Mỹ là một xã thuộc huyện Lạng Giang, tỉnh Bắc Giang, Việt Nam.

## Diện tích, dân số
Xã Đào Mỹ có diện tích 8,47 km², dân số năm 1999 là 7582 người, mật độ dân số đạt 895 người/km². 

## Hành chính
Xã Đào Mỹ có 10 thôn (xóm): Ruồng Cái, Tân Phúc, Tân Trung, Tân Hoa, Tây Lò, Đồng Quang, Đông Thắm, Núi Dứa, Nùa Quán, Gai Bún.

## Di tích lịch sử
Nơi đây có các di tích lịch sử nổi tiếng như: Đồi Cò (Tân Phúc), Đình Phù Lão (Tây Lò), Cầu Đá (Núi Dứa),...